# Deronocus
Deronocus là một chi bọ cánh cứng trong họ 
Elateridae.
Chi này được miêu tả khoa học năm 1997 bởi Johnson.

## Các loài
Chi này có các loài:
- Deronocus sleeperi (Becker, 1973)